# Lazo Goluža
Lazo Goluža (Trijebanj, Stolac (BiH), 1. siječnja 1936. – 30. studenoga 2020.) bio je urednik na Hrvatskoj radioteleviziji, poznat kao autor kvizova i knjiga te kao prevoditelj.

## Životopis
Završio je Srednju učiteljsku školu u Zagrebu. Diplomirao je komparativnu književnost i talijanski jezik. Nakon studija, pokrenuo je s Pajom Kanižajem časopis Paradoks. Od 1967. zaposlen je na Televiziji Zagreb. Autor je, urednik ili suradnik brojnih televizijskih emisija i serija, poput Smjerom putokaza, Skrivene kamere, Jadranskih susreta, mozaične emisije Obiteljski zabavnik, ali je svoj najveći doprinos dao u području kvizova: Tri, dva, jedan, ali vrijedan, Pješčani sat, Brojke i slova, Kviskoteka i Tko želi biti milijunaš?.
Kviskoteka je zasigurno najpopularniji Golužin projekt. Kviz je nastao 1979., a emitiran je 15 godina (1980. – 1995.). Voditelji kviza bili su ispočetka Ivan Hetrich, a potom Oliver Mlakar. Goluža je prva osoba u Hrvatskoj koja je svoj projekt zaštitila kao intelektualno vlasništvo — Igru asocijacija iz Kviskoteke Goluža je prvo zaštitio na jugoslavenskoj, a zatim i na svjetskoj razini.
Iz Kviskoteke su nastale dvije knjige koje je Goluža objavio sa svojim suradnicima:
- Kviskoteka[6] sadrži više različitih područja: "DA - NE pitalice", "Igre asocijacija", "Igre anagrama", "Igra detekcije"…
- Kviskoteka: igra kvizova[3] sadrži samo pitanja iz područja "Igra pitanja i odgovora".

Goluža kao prevoditelj potpisuje Seksualne anomalije i perverzije: impotencija.